# Le Cercle des immortels
Le Cercle des immortels (titre original : Dark-Hunter) est une série de romans écrits par la romancière américaine Sherrilyn Kenyon.
Ces romans, qui se rattachent à la fois au genre de la romance et à la fantasy, est une série toujours en cours dans les éditions originales américaines, sans parler de dix nouvelles. Ces romans traitent de guerriers immortels au service de la déesse Artémis, protégeant les humains contre les Daimons. À l'origine il s'agit du peuple Apollite, maudit par Apollon et condamné à mourir à 27 ans, ils peuvent survivre en prenant les âmes humaines, devenant alors Daimons, et traqués par les Dark-Hunters.
Trois types de Chasseurs se partagent la garde de quatre mondes : la Terre (Dark-Hunters), les Rêves (Dream-Hunters), et le Temps et l'Espace (Were-Hunters, Garous en français). Ils travaillent généralement seuls, mais s'allient parfois pour protéger les humains, d'autres Chasseurs, les dieux ou les Apollites.
L'univers Dark-Hunter comprend plusieurs séries complémentaires. La principale se nommant Dark-Hunter (Le cercle des immortels en français), s'ajoute la série Les Chroniques de Nick. Mais également la série Deadman's Cross (non publiée en France).

## Romans de l'univers Dark-Hunter / Le cercle des immortels
Les romans de la série Dark-Hunter sont publiés en France aux éditions J'ai lu, dans la collection « Amour & mystère » pour les deux premiers, dans la collection « Mondes mystérieux » pour les volumes 3 à 9 puis dans la collection « Crépuscule » pour les suivants, après une réédition à partir d'août 2010 des neuf premiers volumes.
Les publications se sont arrêtés en France en 2015 au tome 22, l'éditeur ayant décidé de ne plus publier cette série.
La série Chroniques de Nick quant à elle, n'a pas été au-delà de deux tomes en France, faute de ventes suffisantes.

### SérieDark-Hunter/ Dream-Hunter
1. 2002 : Fantasy Lover
L'Homme maudit (traduction de Jacques Penel), éditions J'ai lu, coll. « Amour & mystère », Paris, 29 juin 2005, 342 p.,  (ISBN 978-2290344781), (BNF 40082666). Nouvelle traduction par l'auteure sous le titre Julian of Macedon, 2020, fidèle au manuscrit d'origine et sans les coupes effectuées à l'époque par l'éditeur américain.
2. 2002 : Night Pleasures
Les Démons de Kyrian (traduction de Dany Osborne), éditions J'ai lu, coll. « Amour & mystère » no 7821, Paris, 16 novembre 2005, 314 p.,  (ISBN 978-2-290-34479-8), (BNF 40062323).
3. 2003 : Night Embrace
La Fille du shaman (traduction de Dany Osborne), éditions J'ai lu, coll. « Mondes mystérieux » no 7893, Paris, 1er février 2006, 374 p.,  (ISBN 978-2-290-34480-4), (BNF 40102035).
4. 2003 : Dance with the Devil
Le Loup blanc (traduction de Dany Osborne), éditions J'ai lu, coll. « Mondes mystérieux » no 7979, Paris, 30 mars 2006, 312 p.,  (ISBN 978-2-290-34481-1), (BNF 40141522).
5. 2004 : Kiss of the Night
La Descendante d'Apollon (traduction de Dany Osborne), éditions J'ai lu, coll. « Mondes mystérieux » no 8154, Paris, 23 octobre 2006, 346 p.,  (ISBN 978-2-290-35475-9), (BNF 40929238).
6. 2004 : Night Play
Jeux nocturnes (traduction de Dany Osborne), éditions J'ai lu, coll. « Mondes mystérieux » no 8394, Paris, 1er juin 2007, 315 p.,  (ISBN 978-2-290-00074-8), (BNF 41048258).
7. 2005 : Seize the Night
Prédatrice de la nuit (traduction de Dany Osborne), éditions J'ai lu, coll. « Mondes mystérieux » no 8457, Paris, 3 septembre 2007, 313 p.,  (ISBN 978-2-290-35548-0), (BNF 41126853).
8. 2005 : Sins of the Night
Péchés nocturnes (traduction de Dany Osborne), éditions J'ai lu, coll. « Mondes mystérieux » no 8503, Paris, 29 octobre 2007, 313 p.,  (ISBN 978-2-290-35547-3), (BNF 41171238).
9. 2005 : Unleash the Night
L'Homme-tigre (traduction de Dany Osborne), éditions J'ai lu, coll. « Mondes mystérieux » no 8534, Paris, 4 janvier 2008, 313 p.,  (ISBN 978-2-290-00075-5), (BNF 41181065).
10. 2006 : Dark Side of the Moon
Lune noire (traduction de Dany Osborne), éditions J'ai lu, coll. « Crépuscule » no 9216, Paris, 7 avril 2010, 442 p.,  (ISBN 978-2-290-02349-5), (BNF 42357704)
11. 2007 : The Dream-Hunter
Les Chasseurs de rêves (traduction de Dany Osborne), éditions J'ai lu, coll. « Crépuscule » no 9278, Paris, 29 mai 2010, 384 p.,  (ISBN 978-2-290-02548-2), (BNF 42219688).
12. 2007 : Devil May Cry
Le Dieu déchu (traduction de Dany Osborne), éditions J'ai lu, coll. « Crépuscule » no 9828, Paris, 4 janvier 2012, 384 p.,  (ISBN 978-2-290-03832-1), (BNF 42634291).
13. 2007 : Upon The Midnight Clear
Au-delà de la nuit (traduction de Laurence Murphy), éditions J'ai lu, coll. « Crépuscule » no 9890, Paris, 7 mars 2012, 248 p.,  (ISBN 978-2-290-03829-1), (BNF 42642742).
14. 2008 : Dream Chaser
Le Traqueur de rêves (traduction de Laurence Murphy), éditions J'ai lu, coll. « Crépuscule » no 9834, Paris, 27 avril 2012, 343 p.,  (ISBN 978-2-290-03830-7), (BNF 42657184).
15. 2008 : Acheron
Acheron (traduction de Dany Osborne), éditions J'ai lu, coll. « Crépuscule », Paris, 7 novembre 2012, 798 p.,  (ISBN 978-2-290-03881-9), (BNF 42775635).
16. 2008 : One Silent Night
Le Silence des ténèbres (traduction de Dany Osborne), éditions J'ai lu, coll. « Crépuscule » no 10132, Paris, 5 décembre 2012, 310 p.,  (ISBN 978-2-290-03882-6), (BNF 43510281).
17. 2009 : Dream Warrior
Le Prédateur de rêves (traduction de Laurence Murphy), éditions J'ai lu, coll. « Crépuscule » no 10011, Paris, 6 juin 2012, 342 p.,  (ISBN 978-2-290-03831-4), (BNF 42698959).
18. 2009 : Bad Moon Rising
L'Astre des ténèbres (traduction de Dany Osborne), éditions J'ai lu, coll. « Crépuscule » no 9827, Paris, 5 juillet 2013, 470 p.,  (ISBN 978-2-290-03828-4), (BNF 43639405).
19. 2010 : No Mercy
La Chasseuse d’Artémis (traduction de Dany Osborne), éditions J'ai lu, coll. « Crépuscule » no 10622, Paris, 19 février 2014, 374 p.,  (ISBN 978-2-290-08064-1), (BNF 43770964).
20. 2011 : Retribution
Châtiment suprême (traduction de Dany Osborne), éditions J'ai lu, coll. « Crépuscule » no 10876, Paris, 27 août 2014, 430 p.,  (ISBN 978-2-290-09539-3), (BNF 44276147).
21. 2011 : The Guardian
Le Gardien d'Azmodea (traduction de Dany Osborne), éditions J'ai lu, coll. « Crépuscule » no 10991, Paris, 20 mai 2015, 310 p.,  (ISBN 978-2-290-10342-5), (BNF 44332207).
22. 2012 : Time Untime
La Prophétie des songes (traduction de Dany Osborne), éditions J'ai lu, coll. « Crépuscule » no 11181, Paris, 16 septembre 2015, 416 p.,  (ISBN 978-2-290-11406-3), (BNF 44411896).
23. 2013 : Styxx
24. 2014 : Son of No One
25. 2015 : Dragonbane
26. 2016 : Dragonmark
27. 2017 : Dragonsworn
28. 2018 : Stygian
29. 2022 : Shadow Fallen
30. 2023 : Queen of All Shadows
31. 2024 : Shadows Within
32. 2025 : Savitar

### SérieDream-Hunter
Bien que séparés en France, les livres placés sous l'intitulé "Dream-Hunter", sont en réalité des livres de la série Dark-Hunter. L'éditeur français ayant fait le choix de créer une série indépendante pour ces quatre livres. Vous les retrouverez ci-dessus à leur place originale.

### SérieLes Chroniques de Nick
Les Chroniques de Nick (titre original : Chronicles of Nick) est une série située dans le même univers que Le Cercle des immortels. Bien qu'au premier abord une simple saga sur le passé d'un personnage alors secondaire, dès les premières lignes vous comprendrez qu'il n'en est rien. Un mystérieux personnage du nom d'Ambrose tente de modifier le passé de Nick Gautier, et les conséquences ne vont par tarder à apparaître dans la série d'origine.
La série va être adapté en film pour le cinéma, par Amber Entertainment, mais aucune date n'a encore été fixée.

L'auteur l'explique ainsi : 

« Les Chroniques de Nick c'est le "véritable" passé de Nick. Il y a une énorme surprise (plusieurs en fait) dans le livre que je ne veux pas gâcher en vous la dévoilant maintenant. Mais quand vous lirez ce livre, tout ce que vous pensiez ne pas comprendre ou qui vous semblait incohérent, prendra tout son sens pour vous. Plus que cela, vous comprendrez exactement pourquoi Nick est comme il est et pourquoi il continue à haïr Acheron comme il le fait. Mais il faut être patient.
La série de Nick durera jusqu'à ce qu'elle se croise avec "Night Pleasures" (Les démons de Kyrian - Tome 2 des Dark-Hunters en français). Puis Nick aura son propre livre dans le monde des Dark-Hunters.
Souvenez-vous de la promesse que j'essaie de tenir dans chaque livre: A l’instant où vous pensez savoir la vérité sur un personnage ou un événement, vous trouverez alors que les choses sont rarement ce qu'elles semblent être. Nick est l'un de ces personnages. Il y a beaucoup plus chez notre petit Cajun que ce qu'on a vu jusqu'à présent. C'est pourquoi cela prendra 14 livres pour raconter son histoire.
Il y a beaucoup, beaucoup de secrets que vous apprendrez au sujet de beaucoup de personnages, y compris et surtout Cherise, Jaden et Jared.
Il suffit d'être patient et de garder courage...
Vous n'avez encore rien vu. »

— Sherrilyn Kenyon,  - traduction : Dark-Hunters Francophone.
La série principale comprend huit livres pour un lectorat jeune adulte. Elle continue avec la quadrilogie "Shadows of Fire", et se terminera avec une trilogie plus adulte.

#### SérieLes Chroniques de Nick
1. 2010 : Infinity
Infinité (traduction de Dany Osborne), éditions J'ai lu, coll. « Semi-poche imaginaire » no 10143, Paris, 9 octobre 2013, 384 p.,  (ISBN 978-2-290-03879-6), (BNF 43684404).
2. 2011 : Invincible
Invincible (traduction de Dany Osborne), éditions J'ai lu, coll. « Semi-poche imaginaire » no , Paris, 28 mai 2014, 286 p.,  (ISBN 978-2-290-03880-2), (BNF 43817954).
3. 2012 : Infamous
4. 2013 : Inferno
5. 2014 : Illusion
6. 2015 : Instinct
7. 2016 : Invision
8. 2017 : Intensity

#### SérieLes Chroniques de Nick: Shadows of Fire
1. 2023 : Sabotage
2. Savage
3. Sacrifice
4. Sanctify

### SérieDeadman's Cross
Cette trilogie se situe, à l'instar des Chroniques de Nick dans le même univers que la série Dark-Hunters. Sherrilyn Kenyon y travaillait depuis 2006. Elle est qualifiée de spin-off par Sherrilyn Kenyon, et se focalisera sur les Hellchasers de Thorn qui œuvrent en pleine mer et non sur la terre ferme. Elle se déroule au dix-huitième siècle durant l'âge d'or de la piraterie.
1. (en) Deadmen Walking, 2017
2. (en) Death Doesn't Bargain, 2018
3. (en) At Death's Door, 2019

### Autres séries liées à l'universDark-Hunter
Trois autres séries de l'auteure, publiées sous son pseudonyme Kinley MacGregor, sont également liées à cette univers.
Deux d'entre elles sont publiées en France chez le même éditeur.

#### SérieLords of Avalon[modifier | modifier le code]
Série de fantasy médiévale / arthurienne et romance. Dont les personnages apparaissent dans la série Dark-Hunter à partir du tome 23 - Son of No One.
1. (en) Sword of Darkness, 2006
2. (en) Knight of Darkness, 2006
3. (en) Darkness within, 2009

#### SérieLes MacAllister / La Confrérie de l'épée[modifier | modifier le code]
Série de romance historique médiévale. Sans aucune touche fantastique, et pourtant, le dernier tome est lié à la série Dark-Hunter...
1. Noces secrètes, J'ai lu, coll. « Aventures et Passions », 2020 ((en) Master of desire, 2001)
2. L'arme secrète de Maggie, J'ai lu, coll. « Aventures et Passions », 2020 ((en) Claiming the highlander, 2002)
3. Né dans le péché, J'ai lu, coll. « Aventures et Passions », 2020 ((en) Born in sin, 2003)
4. Le Highlander apprivoisé, J'ai lu, coll. « Aventures et Passions », 2020 ((en) Taming the scotsman, 2003)
5. Le Champion du roi, J'ai lu, coll. « Aventures et Passions », 2021 ((en) A dark champion, 2004)
6. Le Retour du Guerrier, J'ai lu, coll. « Aventures et Passions », 2021 ((en) Return of the warrior, 2005)
7. Le Guerrier, J'ai lu, coll. « Aventures et Passions », 2021 ((en) The warrior, 2007)

##### Nouvelle de la sérieLes MacAllister/ La Confrérie de l'épée[modifier | modifier le code]
- Le chevalier d'une nuit d'été, J'ai lu, coll. « Aventures et Passions », 2022 ((en), 2003) Dans l'anthologie : Un héros pour Noël (fr) / Where's My Hero ? (en)

#### SérieLes aventuriers des mers ((en) Sea Wolves)[modifier | modifier le code]
Série de romance historique (piraterie), là encore rien de fantastique, et pourtant leurs descendants sont certains des héros de la série Deadman's Cross.
1. Pirate de mes rêves, J'ai lu, coll. « Aventures et Passions », 2021 ((en) A pirate of her own, 1999)
2. Pirate de mon cœur, J'ai lu, coll. « Aventures et Passions », 2021 (réédition) ((en) Master of seduction, 2000)

## Nouvelles
1. 2002 : The Beginning, dans l'anthologie Tapestry
2. 2002 : Dragonswan
3. 2003 : Phantom Lover, dans l'anthologie Midnight Pleasures
4. 2003 : A Dark-Hunter Christmas
5. 2004 : Winter Born, dans l'anthologie Stroke of Midnight
6. 2005 : Second Chances
7. 2006 : A Hard Day's Night-Searcher, dans l'anthologie My Big Fat Supernatural Wedding
8. 2006 : Until Death We Do Part, dans l'anthologie Love At First Bite
9. 2007 : Fear the Darkness, e-book libre
10. 2008 : Shadow of the Moon, dans l'anthologie Dead after Dark